# Mordellistena ulanbatorensis
Mordellistena ulanbatorensis là một loài bọ cánh cứng trong họ Mordellidae. Loài này được Ermisch miêu tả khoa học năm 1967.